# 智云
智云是一个于2015年成立的稳定器品牌，隶属于桂林智神信息，总部位于中华人民共和国广西壮族自治区桂林市，创始人为廖易仑。其产品于全球多国市场销售。
智云主要为智能手机、数码相机等电子设备提供智能稳定器，同时亦生产制造无人机配件。该制造商主要产品包括智云Smooth、Weebill及Crane系列。

## 发展历史
2015年，廖易仑在廣西壯族自治區桂林市创立智云。2016年，智云在中国大陆稳定器行业的市场占有率达75%。2018年5月，智云稳定器占据全球60%的市场份额。
2018年6月，智云参展德国汉诺威国际信息及通信技术博览会。翌年11月，参展加拿大多伦多ProFusion专业影像技术博览会。
2019年9月，智云母公司智神拟首次公开发行股票并在上海证券交易所科创板上市，中国证券监督管理委员会广西证监局于10月15日对外披露了该机构上市辅导备案登记情况。
2020年2月，智云CRANE-M2获得德国iF产品设计奖。